# 3 mars 1997
Le lundi 3 mars 1997 est le 62e jour de l'année 1997.

## Naissances
- Allan Rodrigues de Souza, joueur de football brésilien
- Camila Cabello, chanteuse cubano-américaine
- David Neres, joueur de football brésilien
- Iman Meskini, actrice norvégienne
- Jaime Carreño, joueur de football chilien
- Lei Tingjie, joueuse d'échecs chinoise
- Momoka Muraoka, Skieuse alpine handisport japonaise
- Rodgers Chumo, athlète kényan, spécialiste des courses de fond

## Décès
- Bradford Angier (né le 13 mai 1910), écrivain survivaliste américain
- Finn Høffding (né le 10 mars 1899), compositeur et pédagogue danois
- József Simándy (né le 18 septembre 1916), chanteur d'opéra hongrois
- Mulumba Lukoji (né le 5 mars 1943), homme politique de la République démocratique du Congo

## Événements
- Découverte des astéroïdes : (21345) 1997 ED3, (21347) 1997 EO11, (22475) Stanrunge, (23662) 1997 ES17, (24912) 1997 EB1, (24917) 1997 EH12, (24919) Teruyoshi, (33008) 1997 EU17, (35327) 1997 EP13, (37756) 1997 EH11, (7684) Marioferrero
- Sortie de l'album 10 du groupe Wet Wet Wet
- Début de la série télévisée Daria
- Fondation du studio d'animation japonais Genco
- Début de la série télévisée Jeux d'espions
- Sortie du single Mama des Spice Girls
- Sortie de l'album Pop de U2
- Sortie de l'album The Boatman's Call de Nick Cave and the Bad Seeds
- Sortie de la chanson Truly Madly Deeply de Savage Garden